# Moyenmoutier
Moyenmoutier (deutsch Mittelmünster) ist eine französische Gemeinde mit 3003 Einwohnern (Stand 1. Januar 2022) im Département Vosges in der Region Grand Est (bis 2015 Lothringen); sie gehört zum Arrondissement Saint-Dié-des-Vosges.

## Geografie
Die Stadt liegt an der Mündung des Rabodeau in die Meurthe, zehn Kilometer nördlich von Saint-Dié-des-Vosges. Der Waldanteil des 34,21 km² umfassenden Gemeindegebietes in den Vogesen beträgt fast 80 %.
Zur Gemeinde gehören die Ortsteile und Weiler La Chapelle, La Prelle, Le Grand Himbaumont, Le Paire, Le Petit Himbaumont, Saint-Blaise und Saint-Prayel.
Nachbargemeinden von Moyenmoutier sind Celles-sur-Plaine (Berührungspunkt) im Norden, Senones und Ménil-de-Senones im Osten, Ban-de-Sapt und Denipaire im Südosten, Hurbache und La Voivre im Süden, Étival-Clairefontaine im Westen sowie Raon-l’Étape im Nordwesten.

## Geschichte
Die Herkunft des Ortsnamens ist eindeutig: Das 671 vom heiligen Hildulf gegründete Kloster (moutier) liegt zwischen den Klöstern von Senones im Osten, Étival im Westen, Saint-Dié im Süden und Bonmoutier (in Val-et-Châtillon) im Norden. Zusammen bilden die fünf Klöster das Croix Sacrée de Lorraine.
Im Jahr 915 wurde Moyenmoutier von den Magyaren geplündert und niedergebrannt. Um 960 erfolgte der Wiederaufbau. Im 12. Jahrhundert baute Aubert de Paroye auf dem Felsen „La Haute Pierre“ eine Burg, die im darauffolgenden Jahrhundert auf Befehl des Herzogs von Lothringen zerstört wurde.

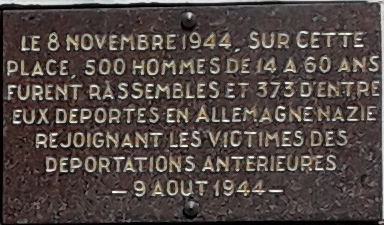
Gedenktafel für die Deportierten vom 9. August 1944

Ende des 16. Jahrhunderts befand sich das Kloster aufgrund der Verwaltung in commendam in einem beklagenswerten Zustand. Der verwaltende Abt, Erich von Lothringen-Mercoer, der auch Abt des Klosters Saint-Vanne in Verdun sowie Bischof von Verdun war, unternahm den Versuch, wieder geordnete Verhältnisse herzustellen. Den Auftrag zur Reorganisation übertrug er Dom Didier de La Cour. Im Jahr 1604 genehmigte Papst Clemens VIII. die Satzung der Congrégation Saint-Vanne et Saint-Hydulphe, deren Mutterklöster die beiden Abteien Saint-Vanne und Moyenmoutier wurden. Die Klöster waren sehr stark an der Gegenreformation beteiligt und gründeten die Congrégation française de Saint-Maur, die wesentlich bekannter wurde. Das 18. Jahrhundert war das goldene Zeitalter von Moyenmoutier, als hier Dom Augustin Calmet lehrte, der später Abt des Nachbarklosters in Senones wurde. Die Französische Revolution hob auch das Kloster Moyenmoutier auf.

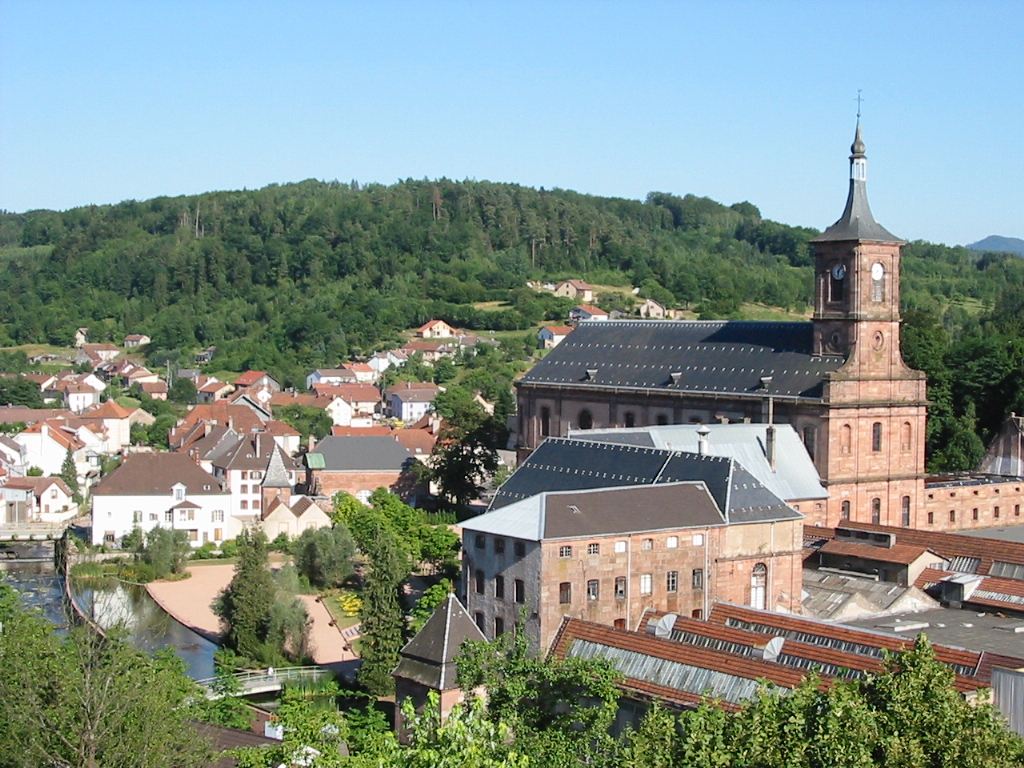
Das Zentrum von Moyenmoutier mit Fluss und Abtei

| Jahr      | 1962 | 1968 | 1975 | 1982 | 1990 | 1999 | 2007 | 2017 |
| Einwohner | 4188 | 4148 | 3854 | 3498 | 3304 | 3350 | 3326 | 3186 |

## Sehenswürdigkeiten
- Fast vollständig erhaltene Benediktinerabtei
- Kirche Saint-Hydulphe (18. Jahrhundert)
- Oratorium Saint-Grégoire

## Gemeindepartnerschaft
- Partnergemeinde von Moyenmoutier ist Oberthal (Saar) in Deutschland